# Lutra franconica
Lutra franconica — вимерлий вид видр (Lutra). Знайдений лише в Пеш-дю-Фрейс (олігоцен Франції).